# Mia madre (película)
Mia madre es una película italofrancesa del 2015 dirigida por Nanni Moretti y escrita por Francesco Piccolo, Valia Santella y Moretti. La película, de género dramático, es protagonizada por Margherita Buy, John Turturro, Giulia Lazzarini y Moretti, y narra el difícil período de una exitosa directora de cine durante la producción de su nueva película y los conflictos de su vida privada.
La película compitió por la Palma de Oro en el Festival de Cannes de 2015.

## Argumento
El difícil período de Margherita (Buy), una exitosa directora que trabaja en una película con un famoso actor estadounidense (Turturro). Margherita se acaba de separar de su compañero, Vittorio, y además está ocupada con problemas de su hija adolescente, Livia. Al mismo tiempo su hermano Giovanni (Moretti) debe asistir a su madre, Ada, gravemente enferma y cercana a la muerte.

## Reparto
- Margherita Buy - Margherita
- John Turturro - Barry Huggins
- Giulia Lazzarini - Ada
- Nanni Moretti - Giovanni
- Beatrice Mancini - Livia
- Enrico Ianniello - Vittorio
- Pietro Ragusa - Bruno
- Tony Laudadio - Productor
- Stefano Abbati - Federico
- Anna Bellato - Actriz
- Davide Iacopini - Empleado Elgi
- Lorenzo Gioielli - Intérprete
- Tatiana Lepore - Secretaria de edición
- Domenico Diele - Giorgio
- Renato Scarpa - Luciano

## Recibimiento

### Taquilla
La película llegó a los cines italianos el 16 de abril de 2015 y fue distribuida por 01 Distribution. En el primer fin de semana en cartel recaudó 1.112.000 euros y en total alcanzó una recaudación de 3.505.000 euros. Fue proyectada en alrededor de 30 países em diferentes territorios, entre ellos Gran Bretaña, Escandinavia, América Latina y Japón.

### Crítica
Mia madre recibió críticas positivas en su mayoría. En Rotten Tomatoes la película consiguió un puntaje de 90%, basado en 43 reseñas, con un promedio de 7,3 sobre 10. El consenso de la crítica la describe: "Mia Madre explora temáticas que provocan reflexión con la fiable habilidad del director y coescritor Nanni Moratti para combinar humor y sufrimiento existencial".

### Premios
| Premios y candidaturas        | Premios y candidaturas      | Premios y candidaturas                           | Premios y candidaturas | Premios y candidaturas |
| Premio                        | Categoría                   | Candidatos                                       | Resultado              |                        |
| ----------------------------- | --------------------------- | ------------------------------------------------ | ---------------------- | ---------------------- |
| 70.º Nastro d'argento         | Mejor director              | Nanni Moretti                                    | Candidato              |                        |
| 70.º Nastro d'argento         | Mejor productor             | Nanni Moretti, Domenico Procacci                 | Candidato              |                        |
| 70.º Nastro d'argento         | Mejor guion                 | Nanni Moretti, Valia Santella, Francesco Piccolo | Candidato              |                        |
| 70.º Nastro d'argento         | Mejor actriz                | Margherita Buy                                   | Ganador                |                        |
| 70.º Nastro d'argento         | Mejor montaje               | Clelio Benevento                                 | Candidata              |                        |
| 70.º Nastro d'argento         | Mejor sonido                | Alessandro Zanon                                 | Candidato              |                        |
| 70.º Nastro d'argento         | Especial Nastro d'argento   | Giulia Lazzarini                                 | Ganadora               |                        |
| Festival de Cannes 2015       | Palme d'Or                  | Nanni Moretti                                    | Candidato              |                        |
| Festival de Cannes 2015       | Premio del Jurado Ecuménico |                                                  | Ganador                |                        |
| 60.º David di Donatello       | Mejor película              | Nanni Moretti, Domenico Procacci                 | Candidato              |                        |
| 60.º David di Donatello       | Mejor director              | Nanni Moretti                                    | Candidato              |                        |
| 60.º David di Donatello       | Mejor guion                 | Nanni Moretti, Valia Santella, Francesco Piccolo | Candidato              |                        |
| 60.º David di Donatello       | Mejor productor             | Nanni Moretti, Domenico Procacci                 | Candidatos             |                        |
| 60.º David di Donatello       | Mejor actriz protagonista   | Margherita Buy                                   | Ganadora               |                        |
| 60.º David di Donatello       | Mejor actriz de reparto     | Giulia Lazzarini                                 | Ganadora               |                        |
| 60.º David di Donatello       | Mejor actor de reparto      | Nanni Moretti                                    | Candidato              |                        |
| 60.º David di Donatello       | Mejor maquillaje            | Enrico Iacoponi                                  | Candidato              |                        |
| 60.º David di Donatello       | Mejor montaje               | Clelio Benevento                                 | Candidato              |                        |
| 60.º David di Donatello       | Mejor sonido                | Alessandro Zanon                                 | Candidato              |                        |
| 55.º Globo d'oro              | Mejor película              | Nanni Moretti                                    | Candidato              |                        |
| 55.º Globo d'oro              | Mejor guion                 | Nanni Moretti, Valia Santella, Francesco Piccolo | Candidatos             |                        |
| 55.º Globo d'oro              | Mejor actriz                | Margherita Buy                                   | Candidata              |                        |
| 30.º Ciak d'oro               | Mejor director              | Nanni Moretti                                    | Ganador                |                        |
| 30.º Ciak d'oro               | Mejor actriz                | Margherita Buy                                   | Ganadora               |                        |
| 30.º Ciak d'oro               | Mejor actor de reparto      | Nanni Moretti                                    | Candidato              |                        |
| 30.º Ciak d'oro               | Mejor actriz de reparto     | Giulia Lazzarini                                 | Ganadora               |                        |
| 30.º Ciak d'oro               | Mejor productor             | Nanni Moretti, Domenico Procacci                 | Candidato              |                        |
| 30.º Ciak d'oro               | Mejor guionista             | Nanni Moretti, Valia Santella, Francesco Piccolo | Candidatos             |                        |
| 30.º Ciak d'oro               | Mejor set y decoración      | Paola Bizzarri                                   | Candidata              |                        |
| 30.º Ciak d'oro               | Mejor cartel de película    | Internozero comunicazione                        | Candidato              |                        |
| 28.º Premios del Cine Europeo | Mejor director europeo      | Nanni Moretti                                    | Candidato              |                        |
| 28.º Premios del Cine Europeo | Mejor actriz europea        | Margherita Buy                                   | Candidata              |                        |